# مهدی‌آباد (میامی)
مهدی‌آباد روستایی در دهستان کلاته‌های شرقی بخش مرکزی شهرستان میامی استان سمنان ایران است.

## جمعیت
بر پایه سرشماری عمومی نفوس و مسکن در سال ۱۳۹۵ جمعیت این روستا ۱۹۴ نفر (۶۲خانوار) بوده‌است.